# フォアグラ

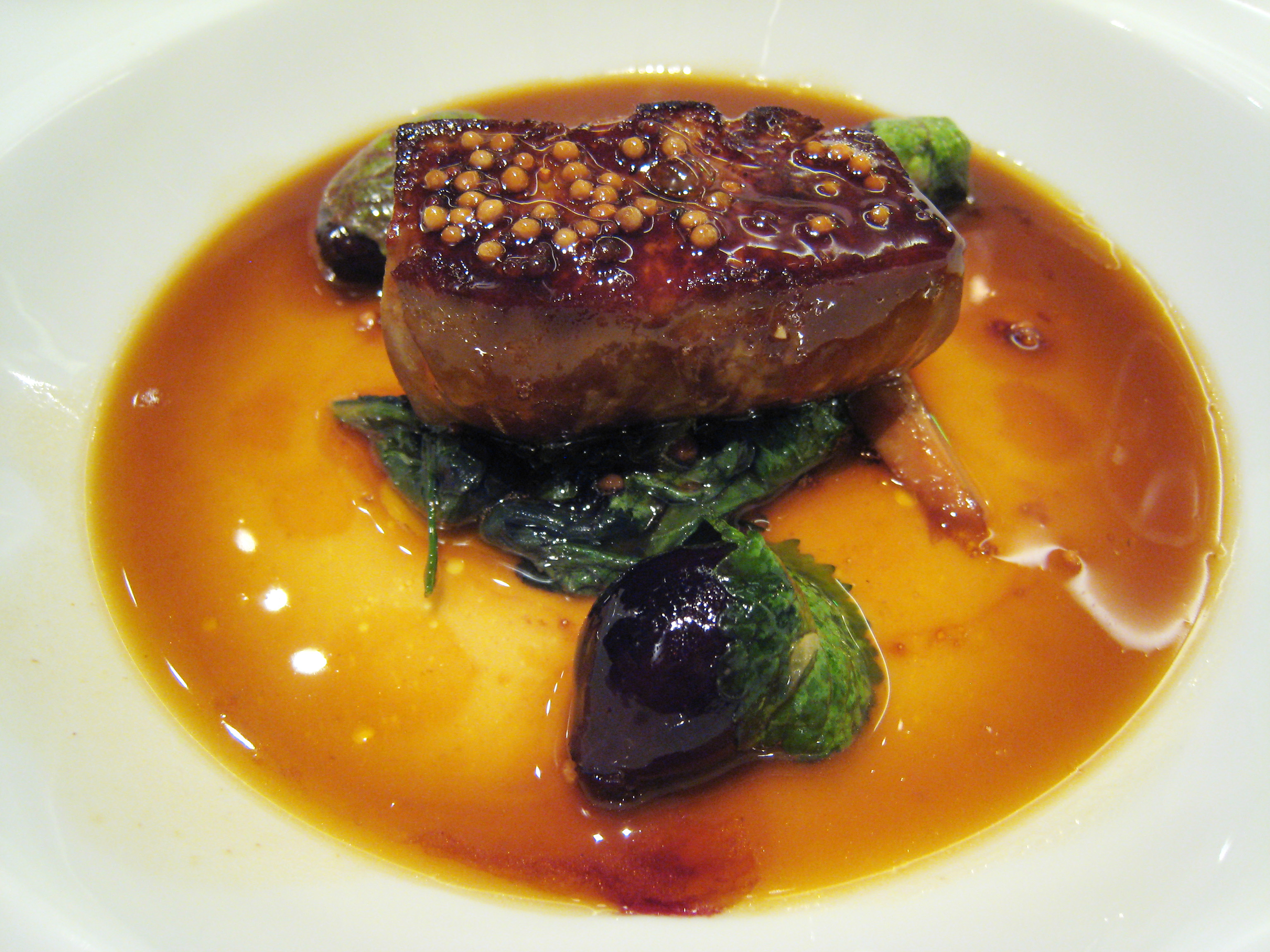
皿に盛り付けられたフォアグラのココット（中央にある食品）。

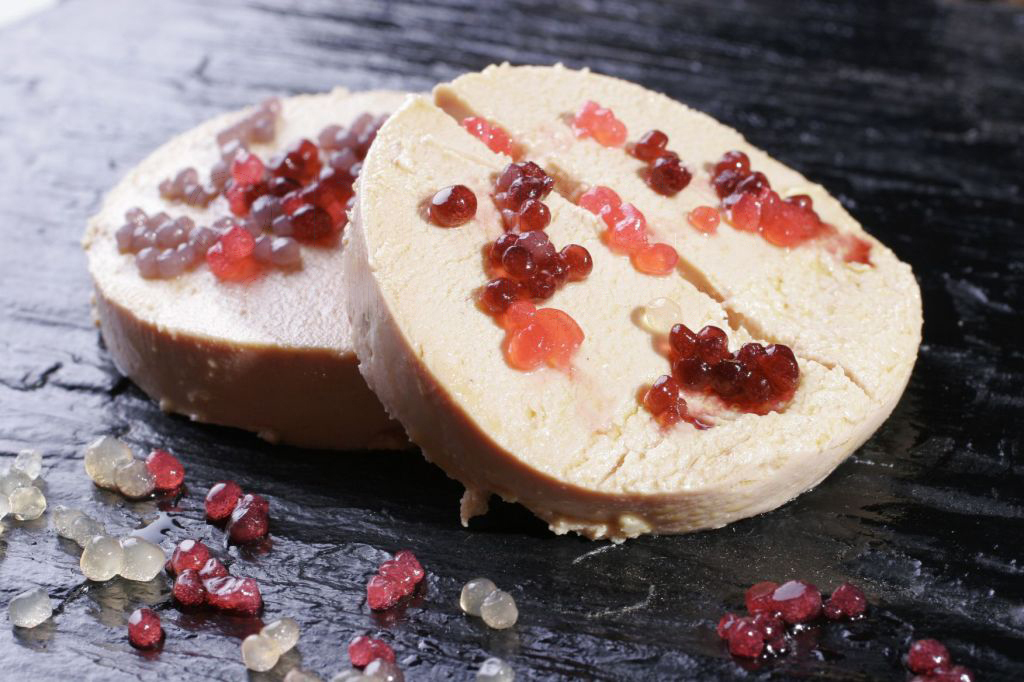
フォアグラのキャビア添え。スライスしてキャビアをのせたディッシュ。

フォアグラ（フランス語: foie gras）は、世界三大珍味として有名な食材。ガチョウやアヒルに沢山の餌を与えることにより、肝臓を肥大させて作る。フランスでは、クリスマスや祝い事の伝統料理およびご馳走として食される。フランス料理の食材の一つであり、宮廷料理として供されるほか、美食家や富裕層にも食されている。「foie」「gras」は、フランス語でそれぞれ、「肝臓」「脂肪」の意。

## 概要
生産量も消費量も最も多いのはフランスであるが、20世紀後半以降、生産を開始する国や地域が増えてきた。一方で、強制給餌（ガヴァージュ）を伴う生産方法は、動物福祉の観点から論争が起こっており、国や州において生産や販売を禁止する動きがある。生産地を抱えるフランスやハンガリーでは、議会が生産者を保護する傾向もある。
フォアグラ生産者は「数百年前から伝わる製法であり、鳥たちに害はない」とし、「渡り鳥なので元来栄養を貯め込むものだし、苦痛は無いし、苦痛があったら良いフォアグラにならない」「咽頭反射は無く、苦も無く大きな魚を呑み込める」「獣医や科学者が害が無いと考えている」と主張する。しかしフォアグラに使用されるのは野生種を家禽化したアヒルとガチョウであり、両者ともに飛翔能力はほとんどなく移住のために渡りを行わない。フォアグラ生産に使用されるのは主にアヒルであるが、アヒルの原種であるカモの中にはそもそも渡りを行わない種がおり、このことは、渡りの機能をもたない鳥がフォアグラに使用されていることを示している。苦痛については後述する通り、複数の専門家、公的機関がフォアグラの強制給餌が鳥にとって有害であると結論付けた。

## 歴史

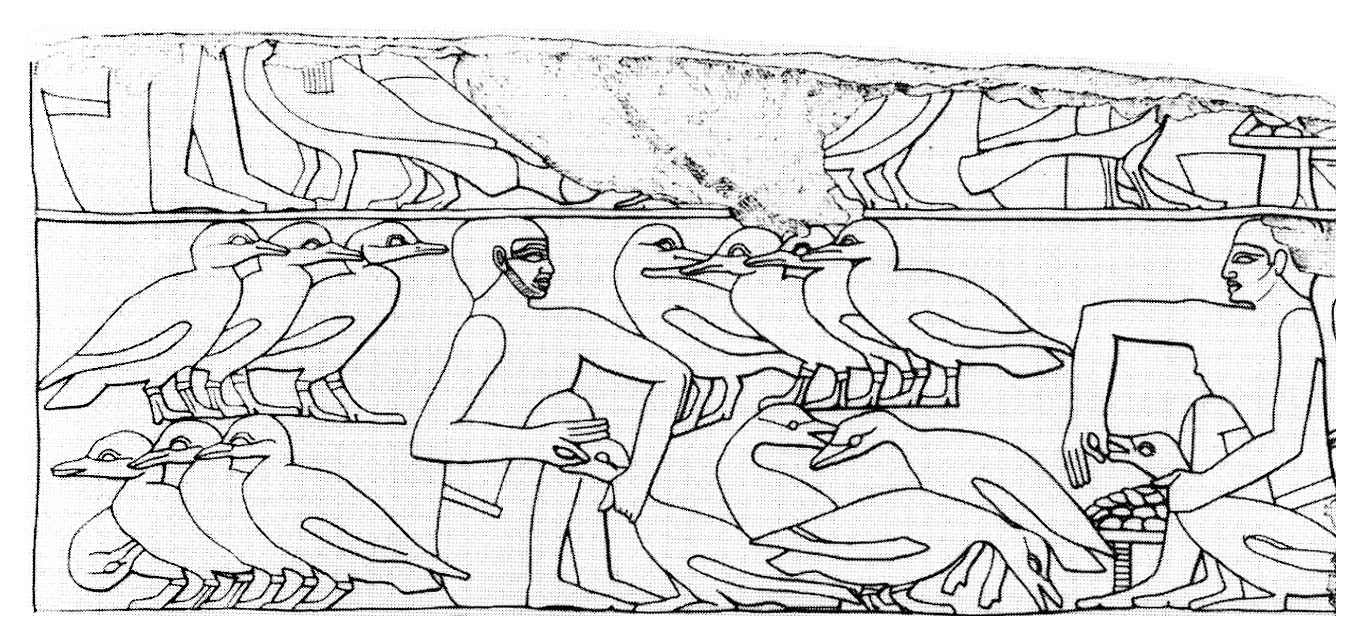
ガチョウの肥育は紀元前2500年頃の古代エジプトにすでにあった。

紀元前2500年頃の古代エジプトでガチョウの肥育が既に行われていた。古代エジプト人がフォアグラを求めたか定かではないが、野生状態のガチョウを観察して、肥育の技術を得たと考えられる。
古代ローマ人が、干しイチジクをガチョウに与えて飼育し、その肝臓を食べたのが始まりと言われる。大プリニウスの『博物誌』によると、古代ローマでは、ガリアからもたらされたガチョウに強制肥育を施して、食材としていたことが記録されている。これにある美食家がさらに工夫を加えて、イチジクで肥育させた上に、肥大した肝臓を蜂蜜入りの牛乳に浸して調理する技法を発案したと伝えられている。
ローマ帝国崩壊後にこれらの技法はいったん衰退したが、徐々に復活し、ルネサンス期にはフォアグラ生産業が定着して、食材として認知されるようになった。フランス革命前までは、フォアグラの製造にはガチョウだけではなくニワトリも用いられたが、19世紀になると、ガチョウがフォアグラの素材の定番として定着した。ガチョウは牧草のような粗飼料で大きく育つため、古くからあまり地味の豊かでない土地で多く飼育され、またその地方では17世紀になるとアメリカ州からトウモロコシが導入されて、農業生産がようやく向上した。後述するような今日のフランスの主要フォアグラ産地は、このような地理的、歴史的条件を背景とし、ガチョウ飼育農業とトウモロコシの出会いの上に成立した。
伝統的に、フォアグラ用ガチョウの肥育は他の家禽の世話と同じく農家の女性の仕事とされた。今日ではガチョウ以外にアヒルのフォアグラも作られており、野生的な味がガチョウのものと異なるものとして評価されているが、火を通したときに溶けやすいこともあって、料理法の許容範囲はガチョウのものほど広くはなく、ガチョウのフォアグラよりも安価である。なお、日本におけるフランス料理用語では野生のカモと野生のマガモを家畜化したアヒルを訳し分けない慣行であるため、アヒルも「鴨」と表記される。

### 歴史的人物の食

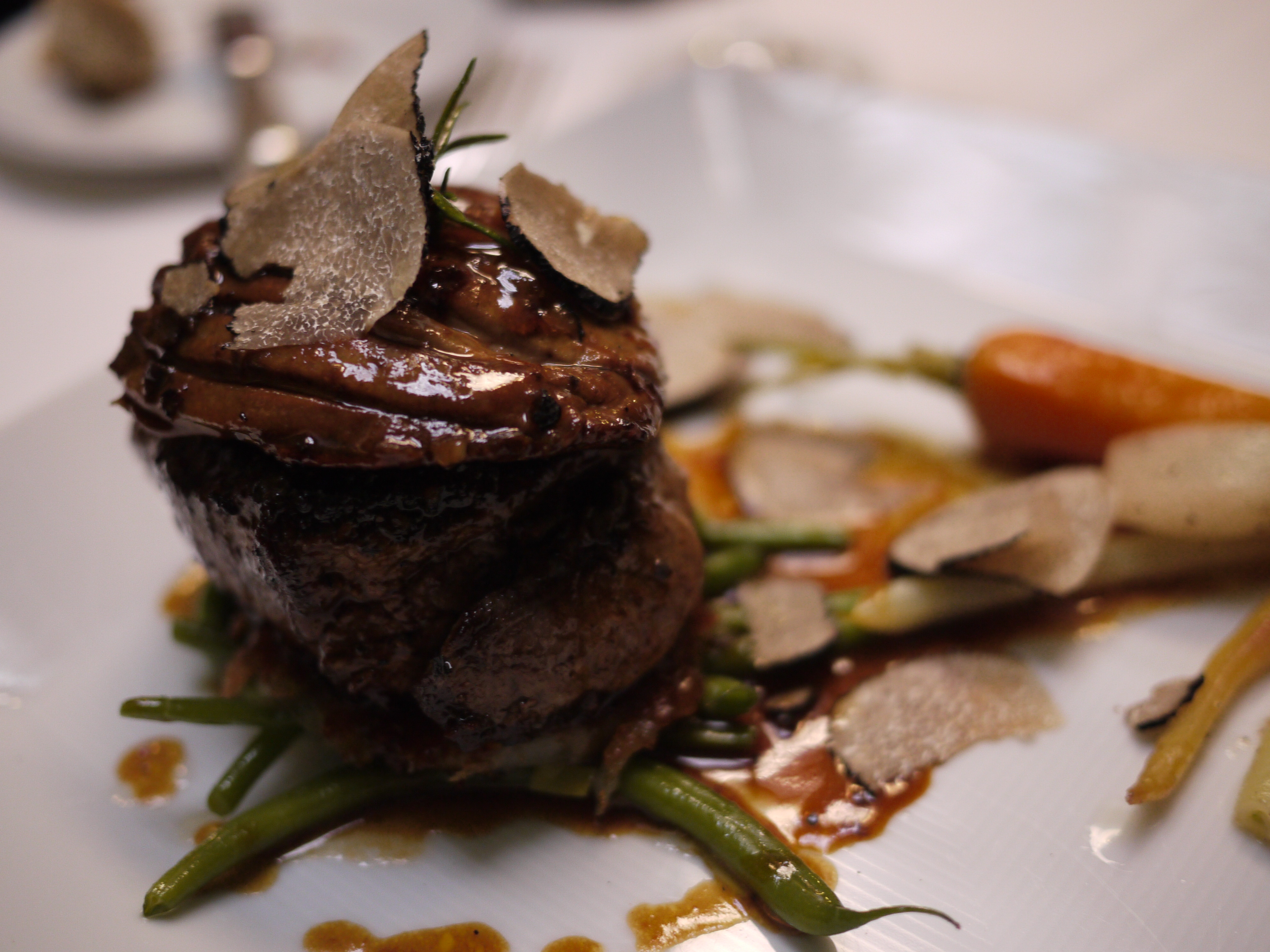
トゥルヌド・ロッシーニ（牛フィレ肉とフォアグラのロッシーニ風）

ロワール川の南方にある、西ゴート王国（現在のフランス西部）のアラリック2世 (484年 - 507年) は日常的にフォアグラを食べていたと伝わる。千年以上の時を経て、フランスブルボン朝・ルイ14世の頃に、宮廷でフォアグラが食されている。ルイ16世がフォアグラを好んだことで流行した。19世紀のイタリアの作曲家ジョアキーノ・ロッシーニは美食家で「ロッシーニ風」と呼ばれるフォアグラやトリュフを用いた料理を残した。
2004年4月5日、12年ぶりに国賓としてフランスを訪れたエリザベス女王を迎える形で、ジャック・シラクが主催したエリゼ宮殿での晩餐会のメニューに前菜としてフォアグラのテリーヌが出された。また、アメリカ合衆国の大統領バラク・オバマもフォアグラをディナーに用い、2013年も用いている。
日本では、昭和天皇が鄧小平（初訪日は1978年）を招いた宮中晩餐会が行われた際、フランスのフォアグラブランドのルージエ社によれば、皇室の料理長がフォアグラとペリゴール産トリュフを使った神戸牛のトゥヌドを作り、その料理を「トゥヌド・ジョン・ルージィ（Tournedos Jean Rougié）」と命名したという。

## 産地と消費

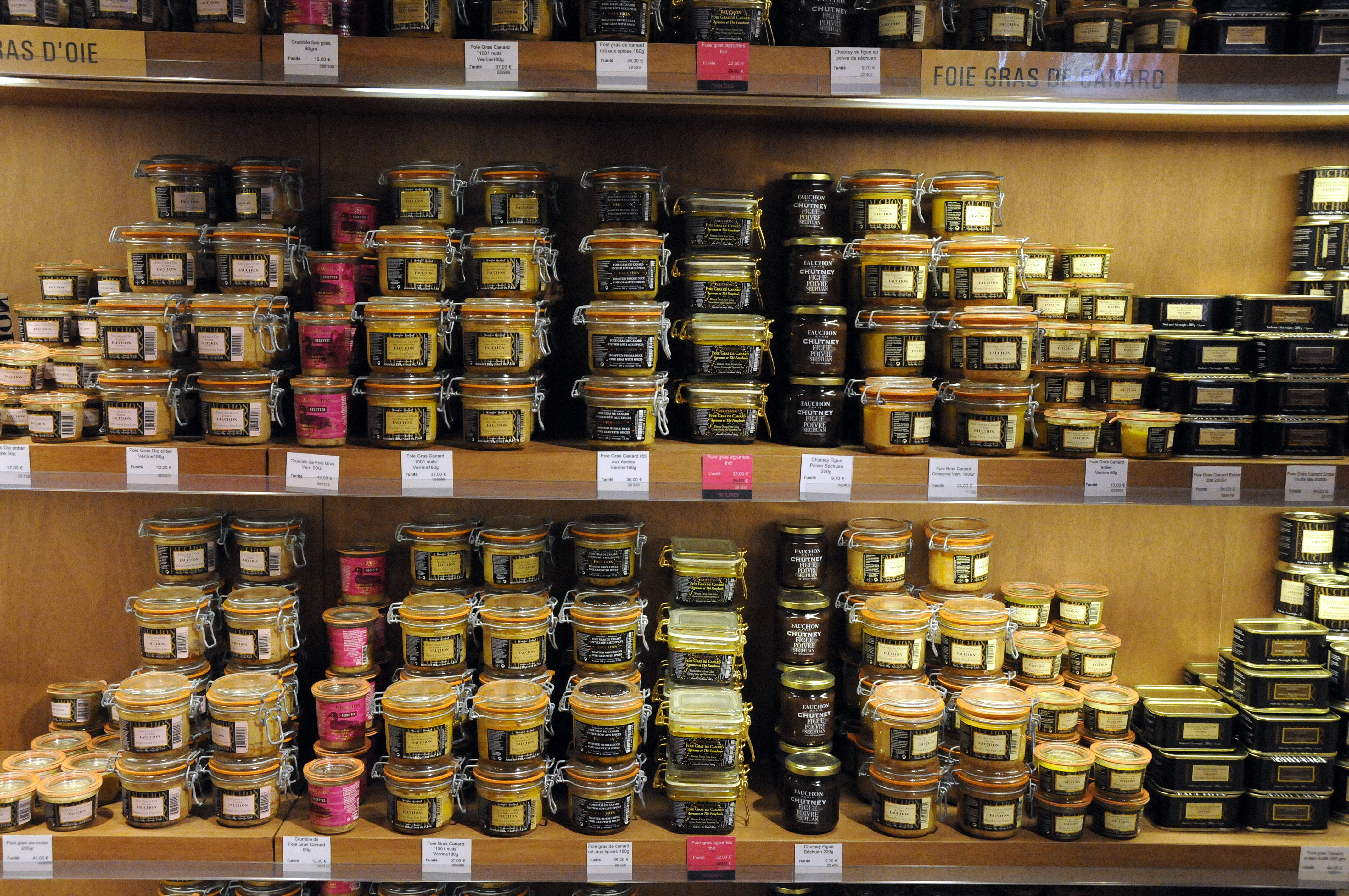
さまざまな瓶詰。保存法の発明により、フォアグラも長期保存できるようになった

| 2005年のフォアグラ生産量 (単位はトン) | 2005年のフォアグラ生産量 (単位はトン) |
| ------------------------------------- | ------------------------------------- |
| フランス                              | 18,450                                |
| ハンガリー                            | 1,920                                 |
| ブルガリア                            | 1,500                                 |
| アメリカ合衆国                        | 340                                   |
| カナダ                                | 200                                   |
| 中国                                  | 150                                   |
| その他                                | 940                                   |
| 世界総計                              | 23,500                                |

### 伝統的な産地

#### フランス

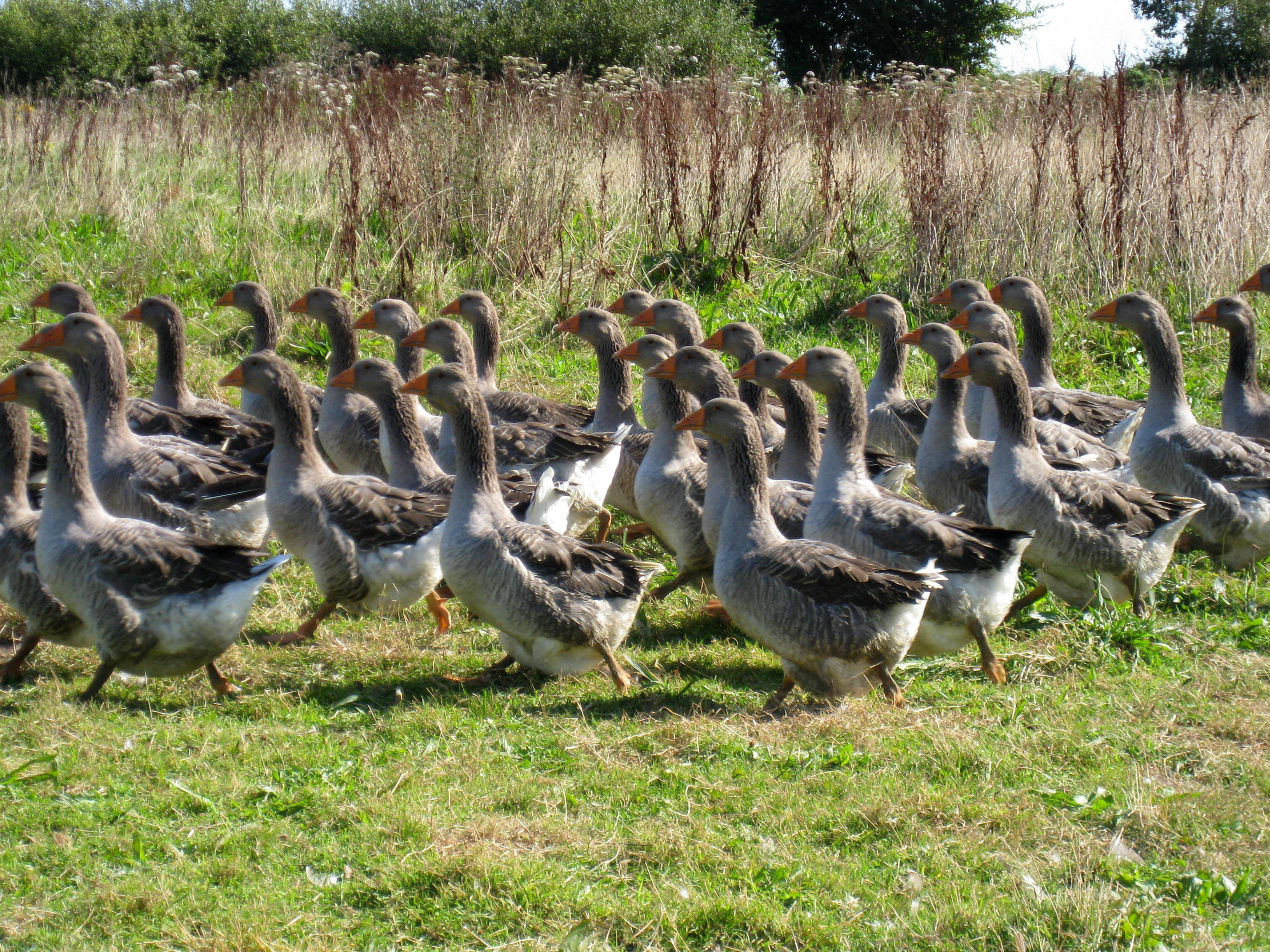
フォアグラ用に飼育されるガチョウ（フランス・ノルマンディー地方）

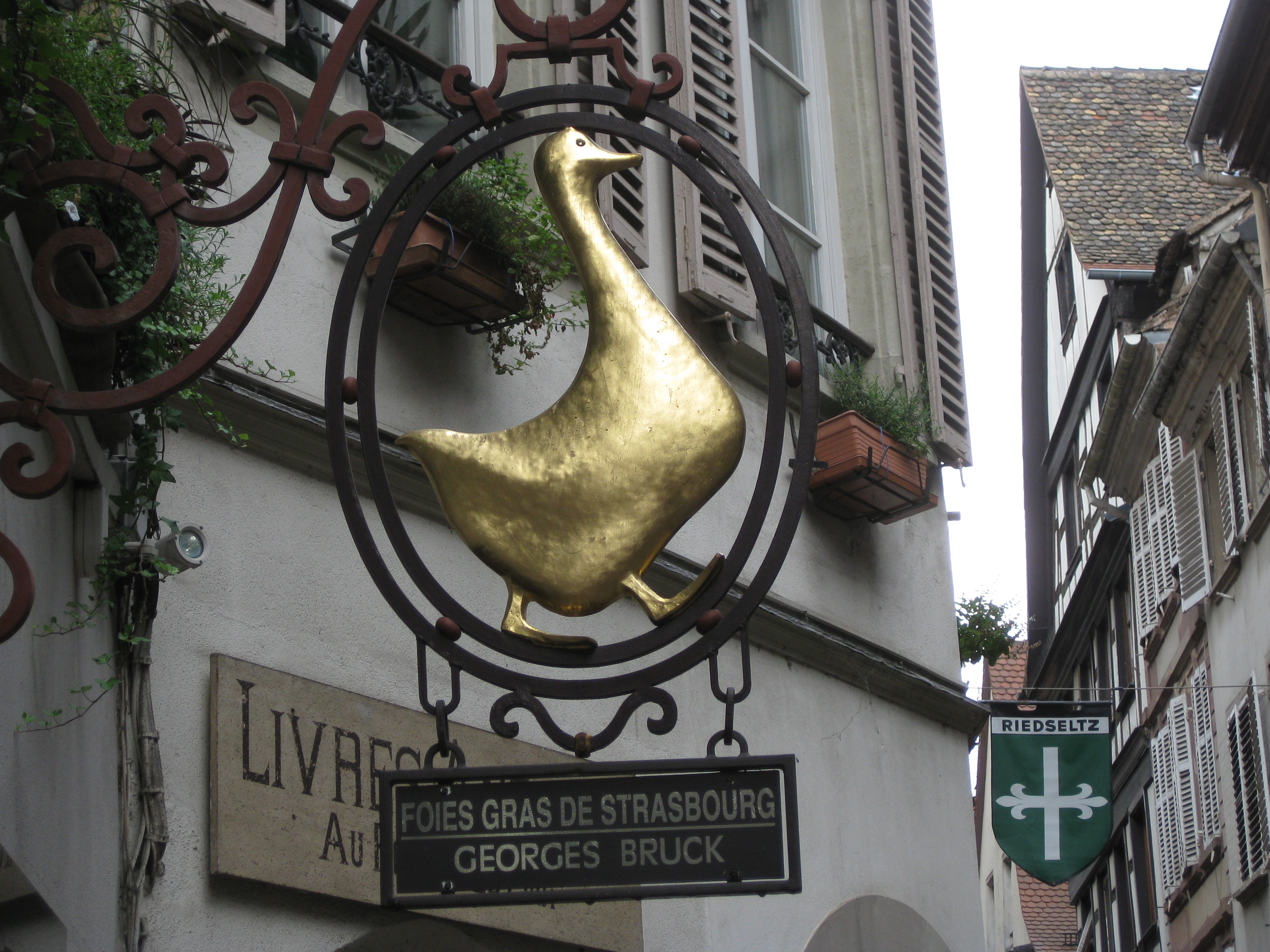
ストラスブールのフォアグラ加工場の看板

フランスはフォアグラの主たる産地である。世界のフォアグラの生産量は2000年で約1万8000トンだが、そのうちフランス産は1万5300トンにも及び、フォアグラの生産も消費もフランスが圧倒的に最多となっている。しかしそのフランスでもフォアグラに否定的な声もあり、2014年12月に実施されたOpinionWayの調査によると、フランス人の47％がフォアグラの生産における強制給餌の禁止を支持した
フランス国内では、南西部のペリゴール地方（現ドルドーニュ県）とランド県が主産地で、ガチョウと鴨の両方のフォアグラが生産されている。南西部全体での生産量は、フランスの生産量の75%を占める。また、アルザス地方のストラスブールやラングドック地方のトゥールーズも、産地としてよく知られている。また、ガチョウよりもアヒルの方が飼育が楽で病気にも強いことから、今日では鴨のフォアグラの生産量は増加傾向にある。
フランスのフォアグラ産業は、その関連事業の労働者が約10万人いるといわれる。
2005年に、議会がフォアグラはフランスの文化遺産だとする宣言を行うほど熱心に生産者を保護しているが、動物愛護団体の厳しい批判があったり、バイオ燃料の普及でエサとなるトウモロコシの穀物が高騰し、生産コストがかつての10倍以上に上昇、廃業する農家も出た。近年では鳥インフルエンザの影響で、フォアグラ生産は著しく減少している。
フォアグラの主要生産国であるフランスは、欧州向け以外にも中国、ロシア、ブラジル、大韓民国、台湾などに輸出している。フランス観光開発機構によると、あるフォアグラのブランドは世界120か国に輸出しているとしている。

##### フランスのフォアグラ文化
フォアグラの大産地であるフランス南西部ランド県では、その県都モンドマルサンで2年に一度、「フォアグラエキスポ」（見本市）が行われ、生産者が生産技術を展示する。また、フランス南西部のペリゴール地方にあるサルラは、フォアグラの街として知られ、2月の第3日曜に「サルラのガチョウ祭」（サルラ フェストワ：Sarlat Fest'Oie）が開催されたり、「フォアグラルート（la route du Foie gras）」と呼ばれる、多くの農家がフォアグラを販売する街道もある。
1994年には、フランスのアジャン近郊に世界初の「フォアグラ博物館（Le Musée du Foie Gras）」が開設された。
2013年、ヴェルサイユ宮殿ではルイ14世の製法をできるだけ再現したフォアグラが、「Chateau de Versailles - Epicerie Fine（ヴェルサイユ宮殿-高級食料品）」と言う名で販売された。

#### ハンガリー
ハンガリーのドナウ川西岸（ドゥナーントゥール、Dunántúl）でも昔からフォアグラの生産が行われており、フランスへの輸出も盛んである。フォアグラを取る前のアヒルやカモを数週間フランスで飼育するとフランス産と表示でき、フランス産と記されたフォアグラの半分以上がハンガリーで飼育されたガチョウやカモであることにより、ハンガリーは世界一のフォアグラの生産国だという者もいる。
2006年に欧州に鳥インフルエンザが流行した際、各国がフランス産からハンガリー産に切り替え、これが世界にアピールする機会になったという。ハンガリーでは、年間2500-2600トンのフォアグラ（ガチョウとアヒル）が生産され、約20億フォリントの売上げがあり、これは鶏肉生産高の約1割を占める。また、約5,000人分の雇用を提供する産業でもある。

#### ユダヤ人
欧州のユダヤ人は、ローマ帝国の崩壊後もフォアグラの生産に携わり、伝統を伝えた。たとえば、1581年にボヘミア皇帝（現在のチェコ一帯）の料理人がフランクフルトで出版した「新しい料理の本」の中には、「ボヘミアに住むユダヤ人たちに太らせた、3リーヴル（1リーヴル=500g）以上のガチョウの肝臓をローストした」とある。
植物油が入手しにくい寒冷地では、調理油は主に動物から自給されるが、ブタからとれるラードはユダヤ人にとって禁忌であり、バターは乳製品ゆえに肉料理を中心とした献立だけでなく、その後に食べられるデザートにも使用できない。このためカシュルートに適正なガチョウの脂肪を抽出してシュマルツとして利用した。
かつてイスラエルは1940年代-1950年代にヨーロッパから移民したユダヤ人によってフォアグラ生産が行われ、生産量世界3位の国となり600人の労働者と農夫が150の農場に働いていたが、2003年のイスラエル最高裁判所の決定でフォアグラ生産は禁じられることになった。

### 新しい産地
近年生産を開始した国には、ヨーロッパではベルギー、スペイン、ギリシャ。その他の地域ではマダガスカル、インド、グアテマラ、キューバ、チュニジア、タイ、中華人民共和国がある。ただしベルギーのフランダース地域は、動物福祉大臣が強制給餌の廃止を約束したことから、フォアグラ生産が2023年に廃止された。
- 北米（アメリカ合衆国とカナダ）も20世紀後半から生産を始めた[5]。アメリカにおいては、1950年代以降、フランス人のシェフがニューヨーク・マンハッタンのフレンチレストランでフォアグラを使い始めた[10]。
- ベルギーには1984年創業のフォアグラ生産会社がある[35]。
- 2011年、ブルガリアがハンガリーを抜いて、欧州2位のフォアグラ生産国となった。ブルガリアではフォアグラ生産が1万人の雇用を支えている[36]。ほかルーマニアやギリシャのバルカン諸国でも生産される[37]。
- 中華人民共和国では、新たなフォアグラ生産者に対して欧州の投資家が投資を行い畜産場を作ったり、あるいはノウハウを教え生産させてフランスに輸出する動きがある[38][39][40]。フランスの企業（例えばユーラリス（フランス語版）社（Euralis）や VAL DE LUCE 社）は、中国企業と契約したり、提携している[40][41]。フランスの企業と提携した、中国の Jilin Zhengfang 社は、2010年現在フォアグラにおいて世界2位のメーカーに躍進した[40]。また、中国産フォアグラの一部は、フランスのブランドとして世界の高級飲食店へ輸出される[40]。中国国内の消費は200トンと言われるが、2010年現在、市場が成長している[40]。なお、中国においては北京ダックに用いるアヒルに対して「填鴨」と呼ばれるガヴァージュ同様の給餌手法が用いられている。

### 消費

#### フランス

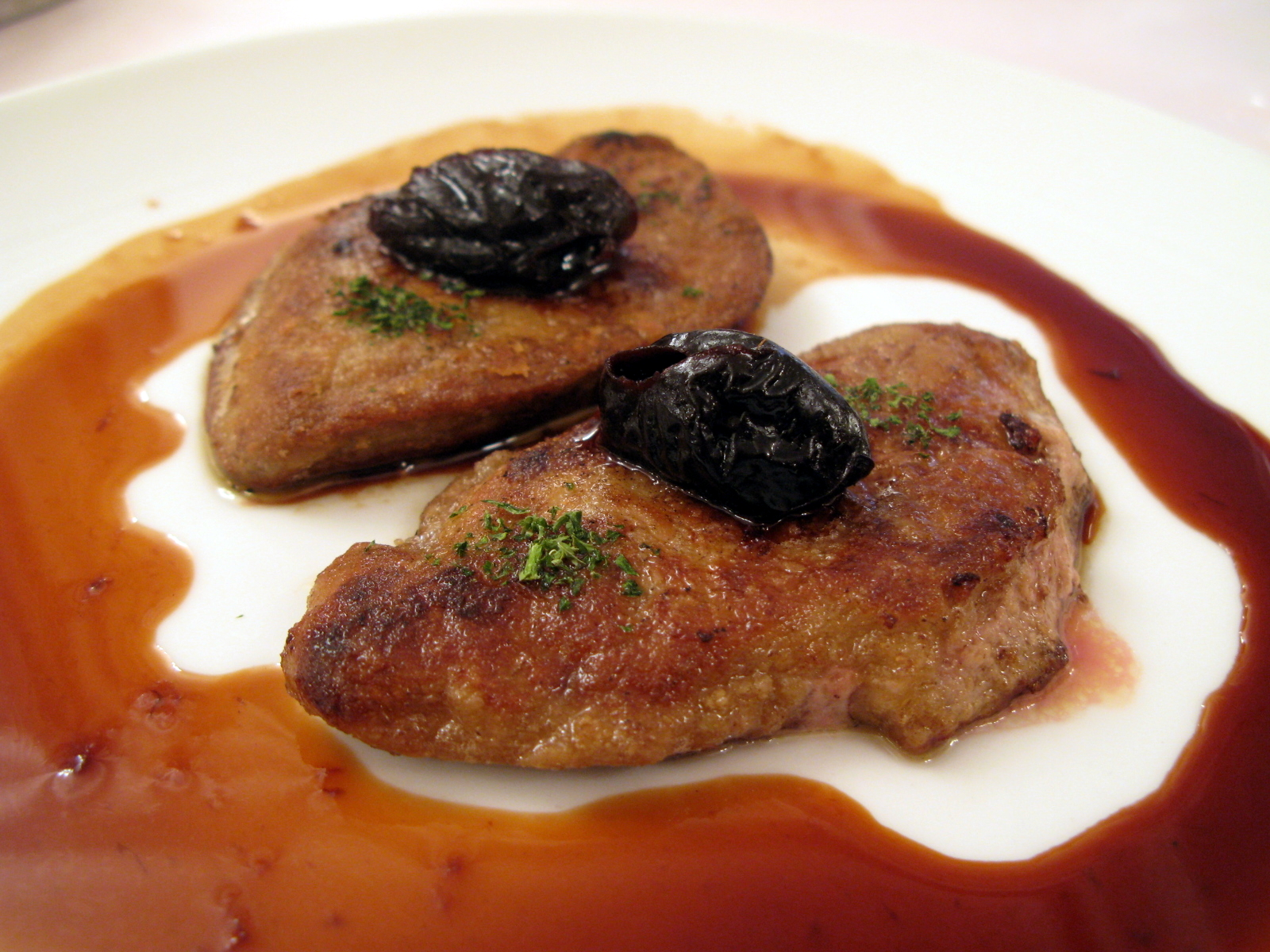
フォアグラのソテー

フランスは世界最大のフォアグラの消費国であり、全世界で生産されるフォアグラのおよそ75%がフランス国内で消費される。
パテに加工し甘めの柔らかいパンに塗って食べるか、ソテーして食べるのが一般的だが、トリュフ入りのパイ包み焼きのような、パイ料理の素材としてもよく使われる。フォアグラとトリュフを乗せて焼いたヒレ肉のステーキは、ロッシーニ風トゥルヌドステーキ（Tournedos Rossini）と呼ばれる。フランスでは、伝統的にソーテルヌのようなワインと一緒に食べる。
フランスではクリスマス前になると、産地にフォアグラを買いに行く人が増える。フランス人はフォアグラを買うことに景気付けの意味合い（うまくいかない時に元気になるため）もあるという。フランスでは、クリスマスの時期の消費が全体の8割に上る。
2013年現在、フランスの8割の人々がフォアグラを食す。フランス人の多くにとってはクリスマスやレヴェヨンという新年前夜の晩餐でしか口にすることのない珍味である。が、近年になって生産量が増加したため珍しさは薄れてきた。また、クリスマスに偏りがちなフォアグラの消費を通年消費にするために、生産業者はあれこれと販売を工夫し、消費量を拡大している。中には一年中フォアグラを賞味する地域もある。
20世紀の終わりごろになると、フランス国内には自国産品以外に、東欧（ハンガリー、ブルガリア）からの安価な輸入品が流入し、近年は中国産も台頭する。2010年上半期の貿易収支は、フランス国外からの輸入が激減した影響で、黒字額が大幅に増えた。
フランス北部には「ルクルス（Lucullos ）」というフォアグラと牛タンで作られる郷土料理があり、輸出も始まった。

#### ハンガリー
お祝いの席でフォアグラを食す。とくにフォアグラのリゾットは、ハンガリー人の大好物とされる。フォアグラのリゾットは、リゾットの本家イタリアでは、元来フォアグラを食べる習慣がなく、ハンガリー料理と言ってよいとする者もいる。

#### 日本
日本はアジア最大のフォアグラ消費国である。
ソテーにして食べる以外では、カツ、丼、鍋、寿司に調理する店がある。また、スナック菓子に用いる例もある。
2013年時点で、日本への輸入は全てハンガリー産とフランス産で占められている。ガチョウのフォアグラの最大の輸入先はハンガリーで、鴨のフォアグラの最大の輸入先はフランスである。また、イスラエルおよびユダヤ人が生産するフォアグラは、かつて日本に輸入されていた。
2013年、日経トレンディは日本でフォアグラが目につく機会が増えたことを報じた。フォアグラは2012年頃にはジョナサンやココスといったファミリーレストランのメニューにも登場した。また、居酒屋チェーン、モンテローザの店舗にも見られる。これらの現象について、「消費者がアベノミクスの効果で“プチ贅沢”を楽しみたいという気分が盛り上がったからだ」と見ている人物もいる。また、フォアグラが安い価格帯で提供可能となったのは、大量に仕入れることが可能になった点や、フォアグラの集客効果を期待して採算はあえて求めず、他のメニューで利益を出していると説明する店もある。この価格低下について、人件費の安い中国産が入ったからではないか、と推測するメディアもあった。
2014年2月、日本で初めてフォアグラの料理コンクールが開催された。この「ルージエ　レシピコンクール」は仏大手フォアグラメーカー・ルージエ社（Rougié）が「日本の料理人の腕を通してフォアグラの調理法を広めたい」と主催した。

### 調理
フォアグラは他の高級素材キャビアやトリュフよりも料理のバリエーションが豊富で、温かい料理でも冷たい料理でも使え、ほかの料理の調味料のような使い方も可能であり、アレンジの幅が広い。脂肪含有量が60パーセント以上といわれ、常温で放置すると柔らかくなるため、切る時や焼く時は冷蔵庫から出してすぐに行い、テリーヌを作る際の下処理では、柔らかくして用いるとよいとされる。デリケートな調理が必要とされ、強火で調理すると脂分が溶け出したり、生の状態で放置しても脂分が部分的に溶けてしまったりする。また、品質の低いフォアグラはフォアグラ独特の香りではなくレバーのような香りしかしなかったり、何を食べているか分からない食感になったりする場合もある。

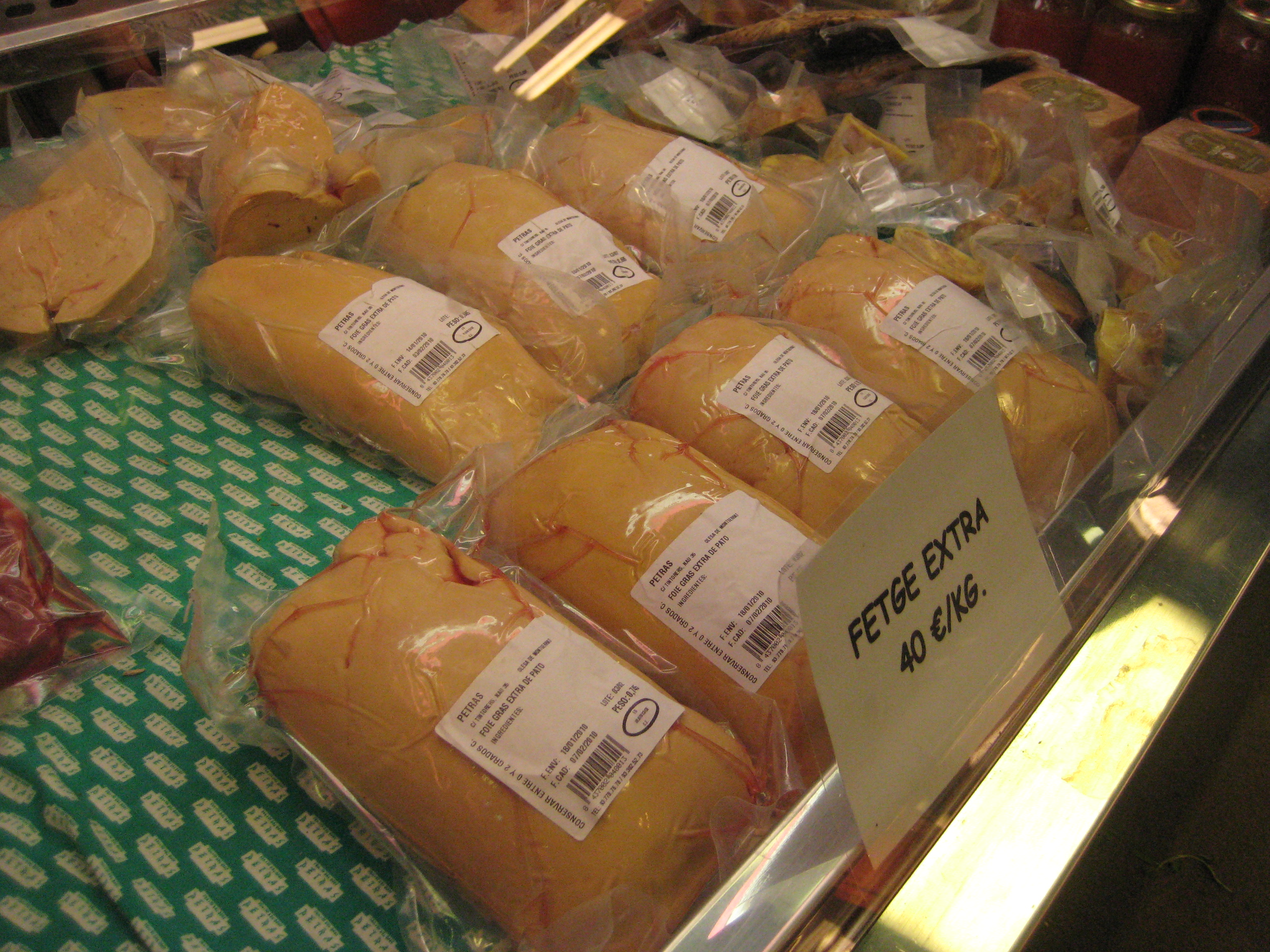
スペインの店頭に並ぶフォアグラ
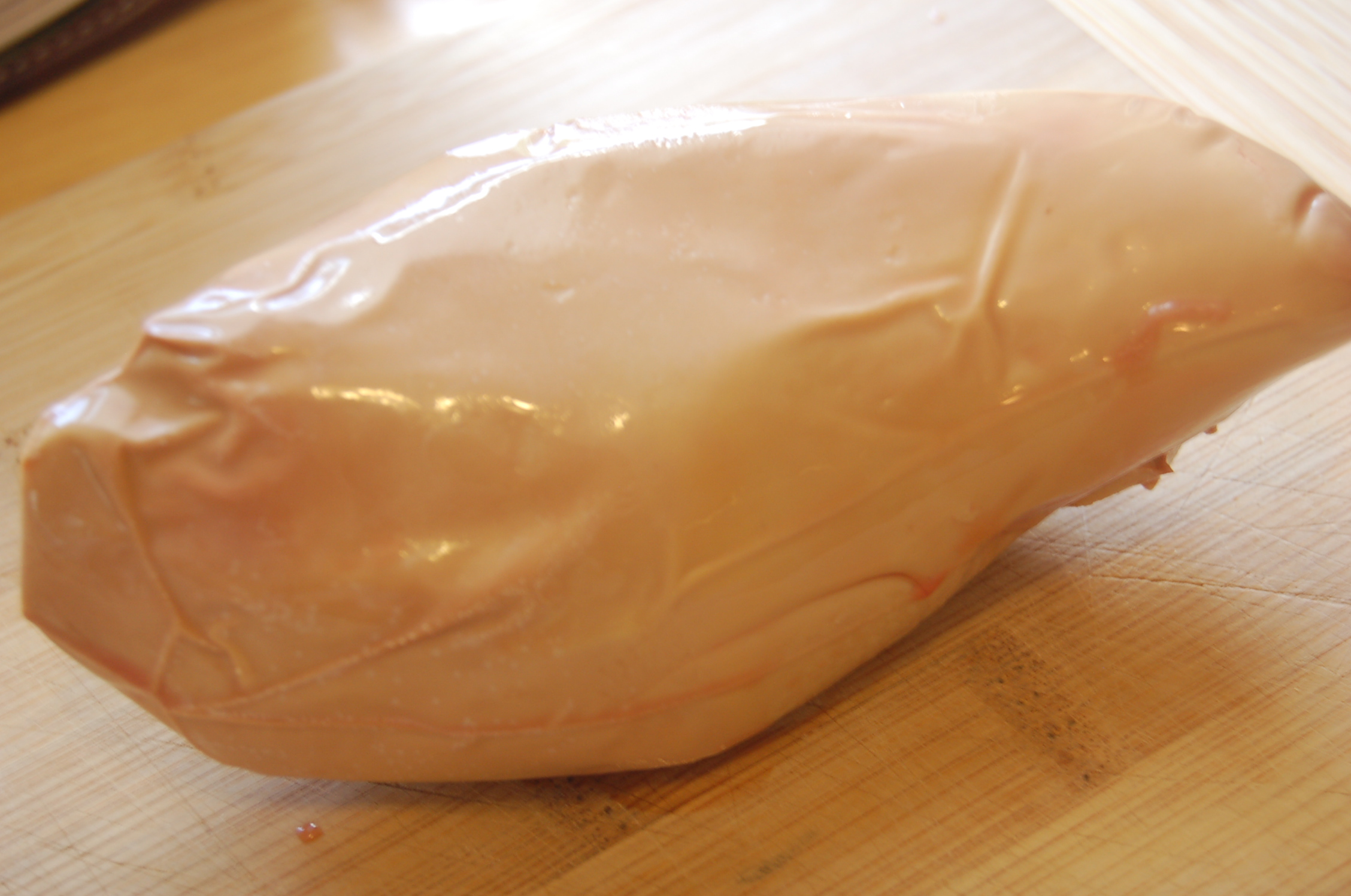
真空パックを除去したところ。
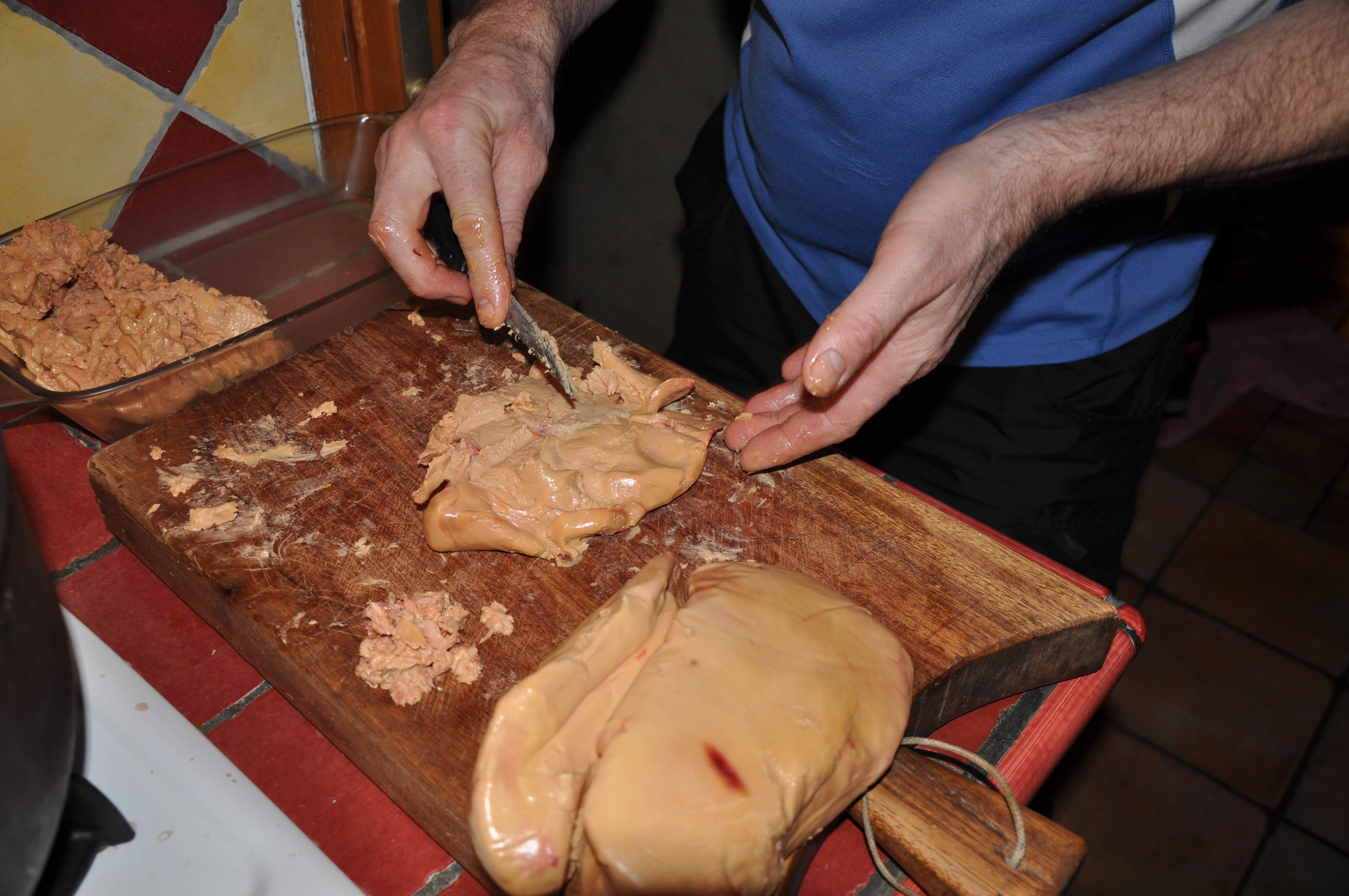
調理（血管やすじを取り除く）
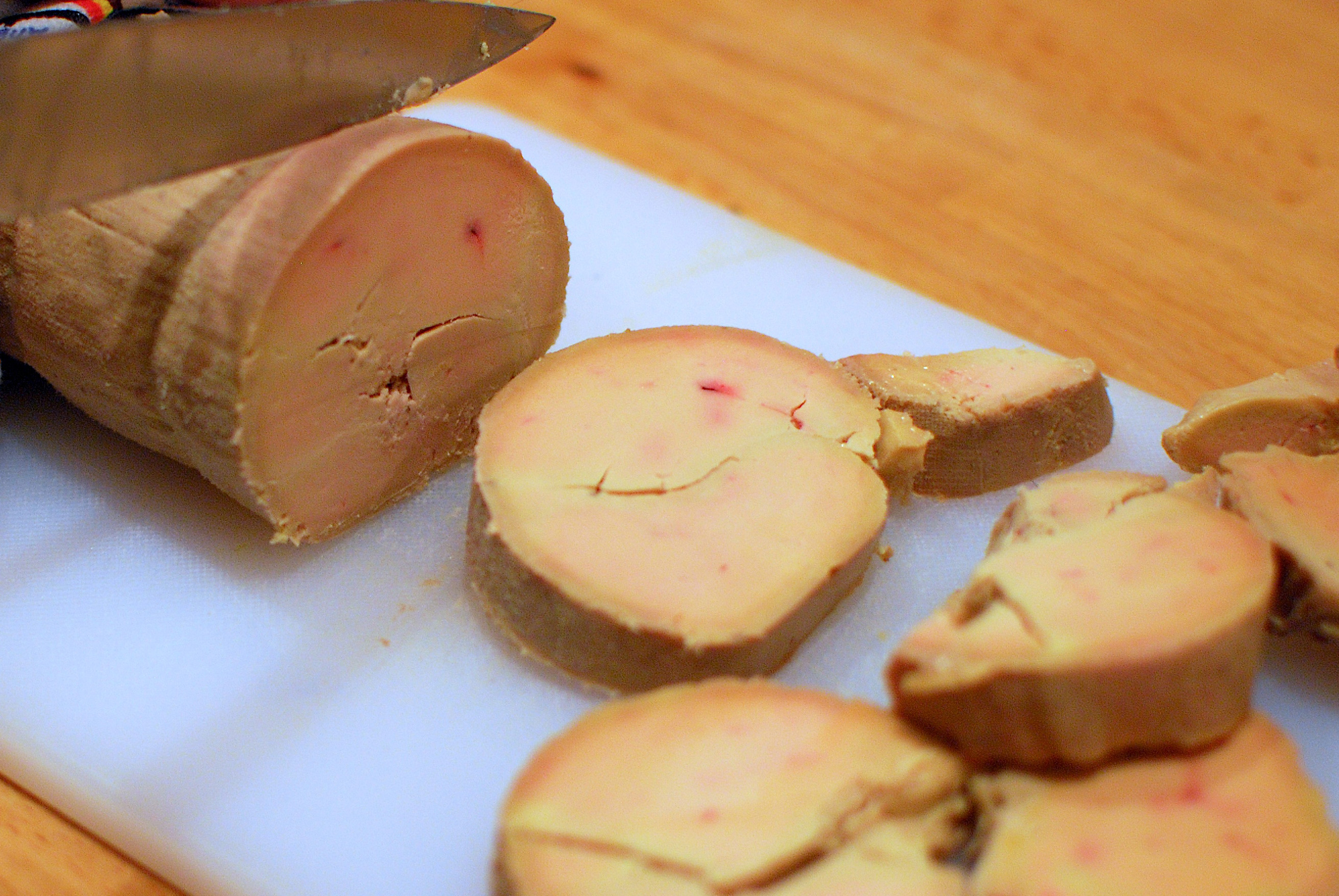
フォアグラのカット

#### 真空調理法
真空低温調理法ともいう。フォアグラは脂肪分が多いため、そのまま加熱調理を行うと脂肪が溶け出し、内容量が4割以上も目減りしてしまう。真空調理法は、この課題の解決のために1974年にジョルジュ・プラリュにより考え出された調理法で、フォアグラをプラスチックフィルムで真空パックし、パックしたまま低温で加熱調理を行う。この方法で脂分の目減りが5パーセント程度に少なくなった。

#### 選び方と保存方法
弾力のあるものを選ぶ。色は鮮やかな象牙色からやや黄色みがかった色、またはピンク色のものがよいとされる。胆汁の緑色がついているものは避ける。
調理を終えたら、その日のうちに使いきるのが原則とされる。保存するときはラップで包み冷蔵庫で保管する。

### 栄養価
| 項目            | 分量          |
| --------------- | ------------- |
| 1点重量         | 16 g          |
| エネルギー      | 510 kcal/100g |
| タンパク質      | 0.7 g/100g    |
| 脂質            | 49.9 g/100g   |
| 鉄              | 2.7 mg/100g   |
| ビタミンA (RAE) | 1000 μg/100g  |
| 葉酸            | 220 μg/100g   |

他の動物のレバーと同じく、ビタミン類やミネラルに富む。12種類のビタミンと9種類のミネラルを豊富に含み、とくにビタミンAや葉酸の含有量が突出して高い。
いわゆるフレンチパラドックス（フランス人はフォアグラ、チーズ、バターなどの動物性脂肪を多く含む食品を大量に摂取しているにもかかわらず、心臓病や各種心疾患を患う人の数が少ない）について、大手フォアグラ生産者のルージエ社は、「鴨の脂には不飽和脂肪酸がオリーブオイル（植物油）とほぼ同様に、豊富に含まれている」ことを理由に挙げている。
1960年代以降、「動物性脂肪を豊富に含む動物性食品は、健康に悪影響を及ぼす可能性がある」と言われるようになると、栄養学者たちは「動物の肉には、生命維持に欠かせない全ての必須アミノ酸、全ての必須脂肪酸、13種類ある必須ビタミンのうちの12種類がたくさん含まれている」という栄養学上の事実の指摘を控えるようになった。ビタミンDとビタミンB12の両方を含む食べ物は「動物性食品だけ」である。フォアグラは脂溶性ビタミン(A,D,E,K)とビタミンB12、各種ミネラルを豊富に含む。
フォアグラは、「アミロイドーシス」（Amyloidosis、組織や臓器において、変質したタンパク質が沈着して機能障害を惹き起こす）を発症する危険因子であることが知られている。2007年、米国科学アカデミー紀要に発表されたフランスの神経生物学研究所の論文によると、フォアグラの摂取は、炎症性疾患のような一連の病状にかかりやすい個体においてはアミロイド関連疾患を誘発し、加速させる可能性が高くなるという。
「膵炎の原因になるため、犬にフォアグラを与えてはいけない」と述べている獣医もいる。

## 製法

### 強制給餌を伴う生産方法

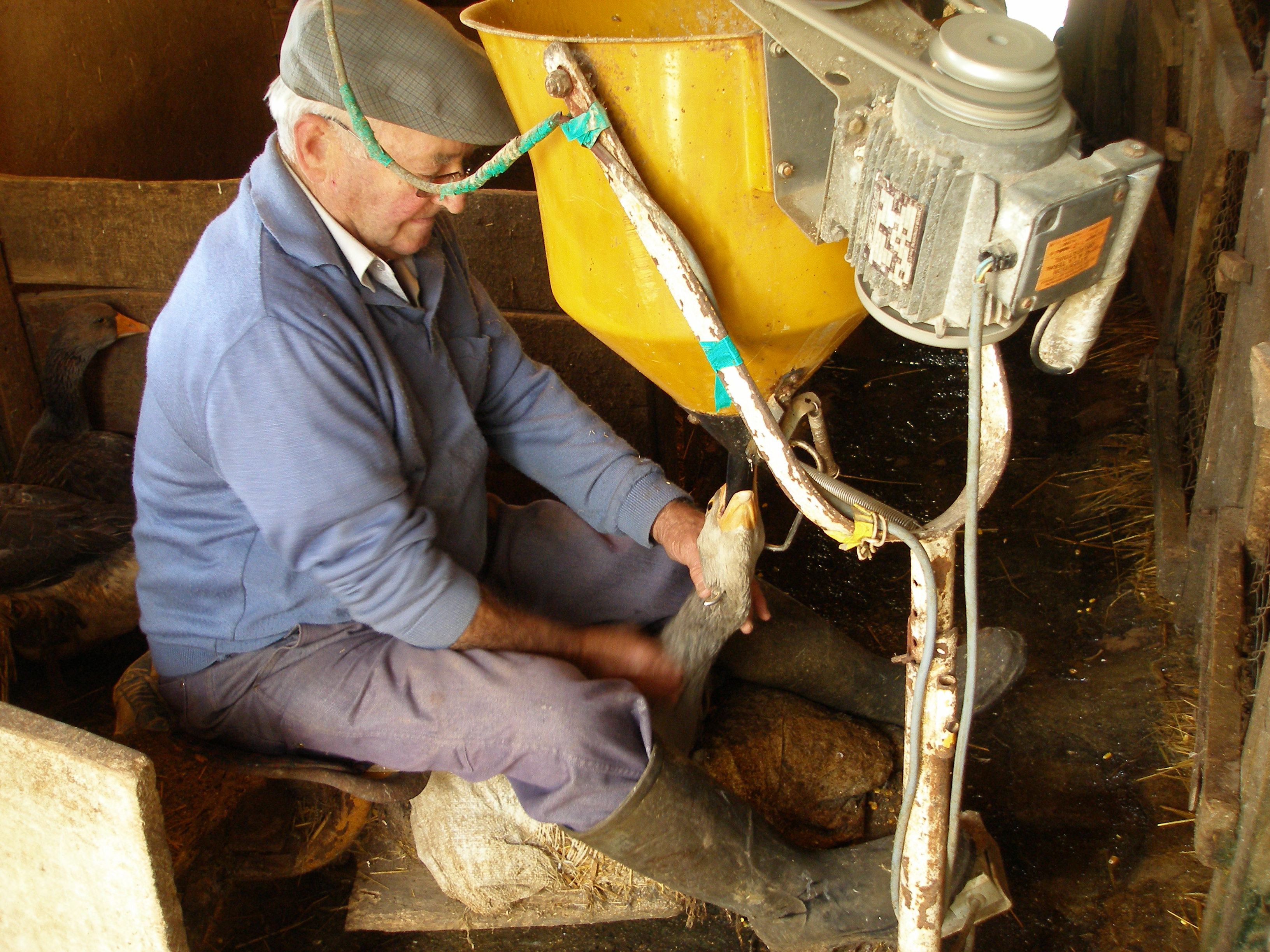
フランスにおけるガチョウのガヴァージュ。近代的な機械による給餌。

今日、フォアグラ用に飼育されるガチョウは「オワ・ド・トゥールーズ（Oie de Toulouse）」のような大型品種である。鴨のフォアグラ生産用には、ノバリケンを家畜化したバリケン種（バルバリー種）と、マガモを家畜化したアヒル（ペキンアヒルが好まれる）を交雑した一代雑種が好まれる。ムラードまたはムーラーと呼ばれるこの雑種アヒルは、バリケン種のように大型でマガモ系アヒルのように成長が速く、しかも丈夫でおとなしいためフォアグラ生産に向いている。
強制給餌が開始される前の3か月程度、自然豊かな場所にある農場に、広い運動場を設けることもある。初夏に生まれた雛を野外の囲い地で放し飼いにし、強制給餌に耐えられる基礎体力を付けさせる。夏を越して秋になると飼育小屋に入れ、消化がよいように柔らかくなるまで蒸したトウモロコシを、漏斗（ガヴール）で胃に詰め込む強制給餌（ガヴァージュ）と呼ばれる“肥育”を1日に3回繰り返す。同じ人間が、決まった時間にえさを与えることで、強制給餌のストレスが軽減されるという。職人技の手作業にこだわる農場では、餌のトウモロコシは250グラムから始め、最後に倍になるよう少しずつ増やしていく。1ヶ月の肥育で、脂肪肝になった肝臓は2kgに達するほどに肥大し、頭部と胴体を水平にする姿勢をとるようになる。この段階のガチョウを屠殺して肝臓を取り出し、余分な脂肪、血管、神経を丁寧に除いてから、冷水に浸して身を締めたものがフォアグラである。食味をよくするために、調理の前処理でも血管や神経を除く。
アヒルは、ガチョウにはない素嚢（そのう）と呼ばれる食道にある袋のような器官に餌が多量に入っていると、消化の速度が上がるという特性を持っている。そのため、人の手による強制給餌（ガヴァージュ）を行う前に10日間ほど好きなだけ餌を食べさせるプレガヴァージュを行い、効率よく強制給餌を進める。給餌は一日2回で、期間は3週間である。また、近年では機械化された飼育場ですりつぶしたトウモロコシを自動的に与え、2週間ほどで強制給餌を終わらせる速成法もあるが、素嚢でトウモロコシが発酵してしまうため、フォアグラの質は劣る。
なお、フォアグラ用に飼育されるガチョウやアヒルは基本的にオスである。メスの肝臓は静脈が多く屠殺時と調理時に除去する手間がかかるためオスのフォアグラより評価が低い。このためメスの雛は孵化後にオスと選別された後に殺処分されることが殆どである。
フォアグラを取り出した残りの屠体には、肥育によって多量の脂肪が蓄積されている。フランスの伝統的なフォアグラ産地では残った肉はグリルや煮込み料理の他、ガチョウ自身の脂肪で油煮にして保存食料のコンフィを作る。ガチョウの血をパセリやニンニクと混ぜて凝固させたものはサングェットまたはサンクェットと呼ばれ、ガチョウの脂で炒めて食べる。飼育期間の長いピレネー地方のムーラー種からは良質の羽毛が副産物として取れる。

### 強制給餌の無い長期飼育のフォアグラ
強制給餌を用いずに飼育期間を長くしてフォアグラを生産する、「倫理的なフォアグラ（ethical foie gras）」と紹介される飼育法がある。スペインのエドゥアルド・スーザが経営する農場兼レストラン、ラ・パテリア・デ・スーザ（La Pateria de Sousa）では、自然に近い飼育場で半野生のガチョウを放し飼いにし、渡りの季節にエネルギー源として肝臓に脂肪を蓄える習性を利用してフォアグラを生産している。農場から渡りに出てしまい出荷できなくなるガチョウもいるが、全体の10パーセント程度に留まるという。この方法の課題は、近年の気候変動の影響を受けてか、収穫の時期（渡りの時期）が一定しないことだという。
この生産者のフォアグラは、2006年、フランスのクー・ド・クール（Coup de Coeur）という美食コンテストで優勝したことで注目された。この飼育法はガチョウに強制給餌をすることなく、ガチョウに自ら餌をついばませる方法であるため、飼育期間は一年かかるといわれ費用がかかるが、味に高い評価を得ているため価格は高価になる。

## 動物愛護の観点から規制される飼育方法

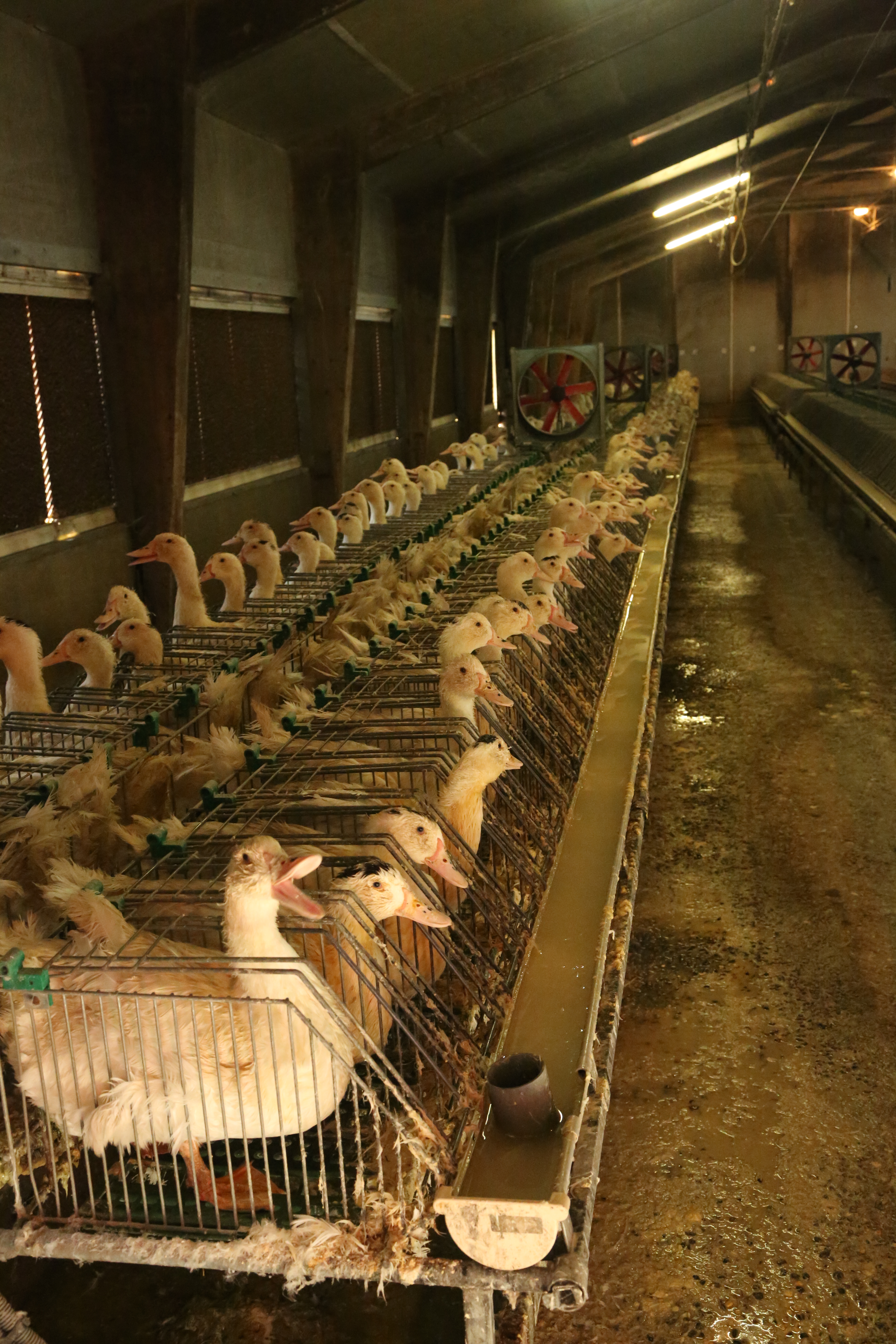
個別ケージはフォアグラ農場で使用される

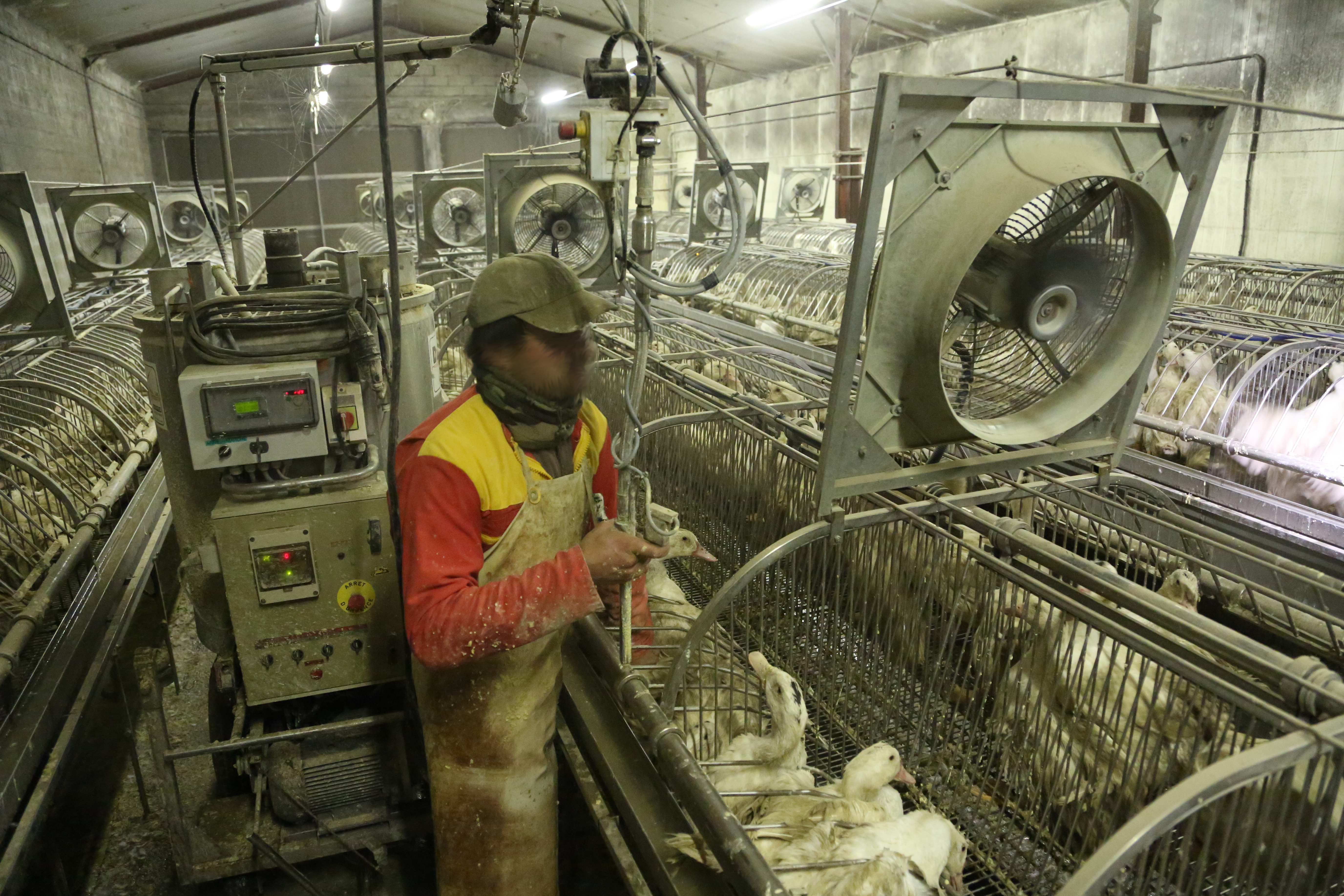
大規模な工場生産の例

批判の主な矛先は、工場化した大規模農場に集中している。大規模農場では、数千羽のアヒルが、3羽ひとまとめの狭いケージで肥育されるが、ケージは給餌作業がしやすいよう作業者の身長に合わせて地上に設置され、床にはアヒルの糞尿と食べ残しが放置されたり、飼育数が多いため、一羽一羽の健康状態にまで手が回らないと報じられる。
近年は、飼育環境を改善するための対策が取られ始め、フランスの農業・農産加工業・林業省はフォアグラ生産者に対し、3羽が少なくとも動き回ったり翼を広げたりできる大きさのケージを2016年までに採用するよう求めた。

### 強制給餌の問題

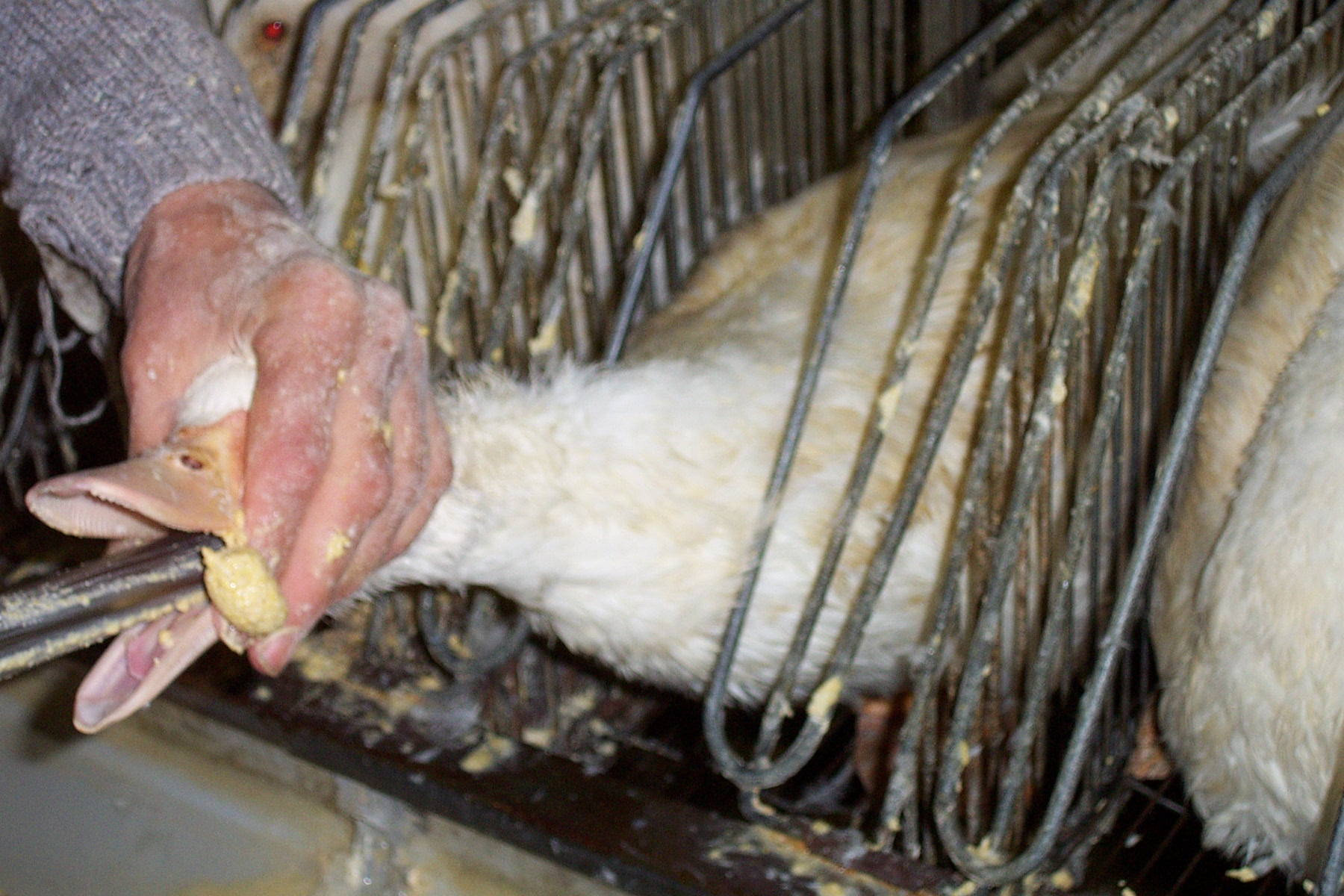
給餌される様子

今日、強制給餌を伴わないフォアグラ生産は前述のLa Pateria de Sousa農場以外に確認されず、市場に出回るほぼ100％のフォアグラは強制給餌が行われている。
この強制給餌は動物福祉の観点から論争がおこっており、後述するように複数の国でフォアグラの強制給餌が禁止されている。2015年12月に発表された英国ケンブリッジ大学のDonald M. Broom教授と、生物学博士Irene Rochlitz博士の共著による報告書「フォアグラ製造におけるアヒルの福祉」では、次のように述べている。
国際連合食糧農業機関（FAO）は次のように述べる。
フォアグラ生産農場における鳥の死亡率は、通常の飼育に比べて10-20倍と報告されており、欧州連合の科学委員会は次のように結論付けた。

### フォアグラの強制給餌を禁止する各地の動き

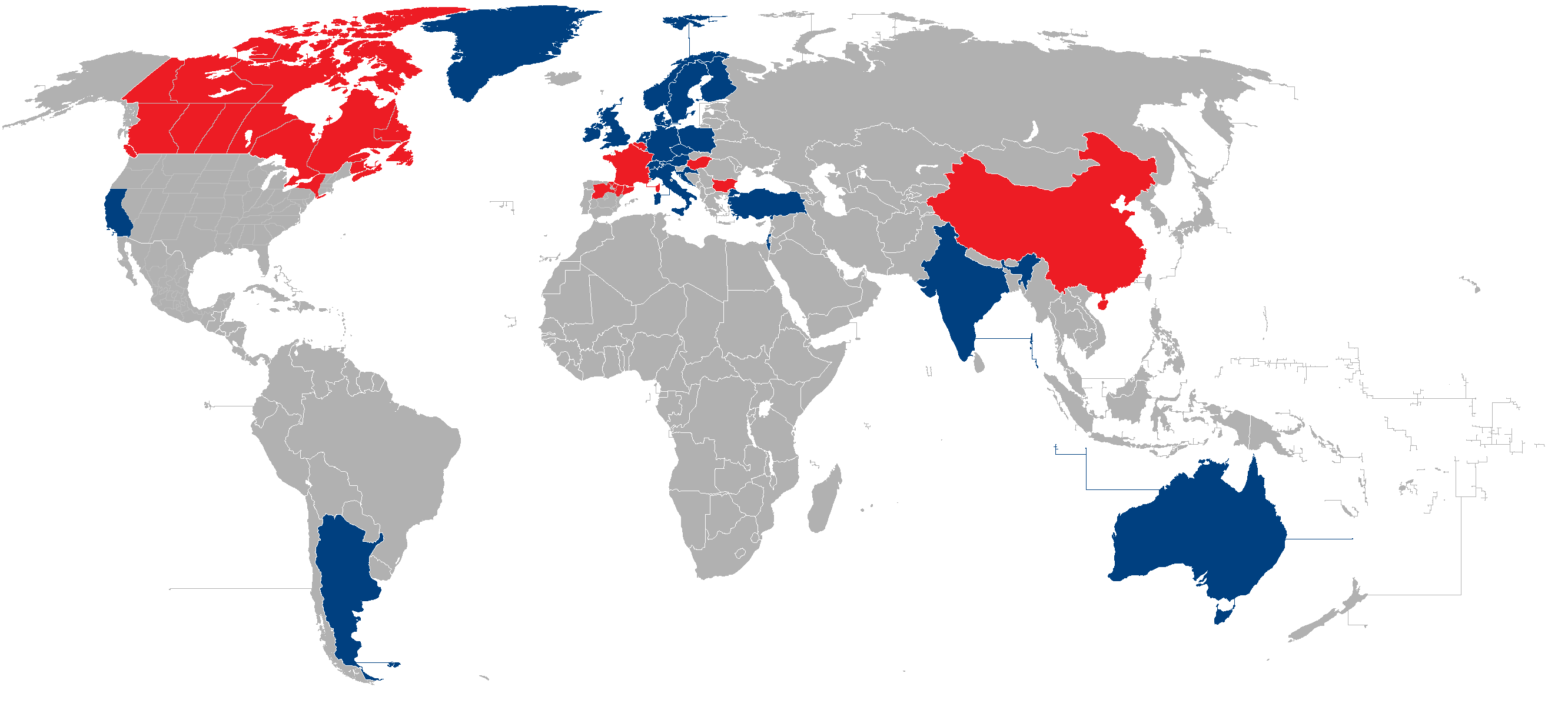
フォアグラを生産する主な国や地域
生産を禁止した国や地域

動物愛護や動物の権利論の高まりとともに、フォアグラ規制の動きがある。2023年、ドイツでは、小売業者が強制給餌で得たフォアグラを販売したとして500ユーロの罰金を科された。
オーストリアに拠点を置く動物愛護団体フィアープフォーテンの創設者ドゥングラーは、2011年、「我々の活動で西欧のフォアグラ市場はすでに崩壊寸前だ。次の標的はハンガリーのような東欧諸国だ」と述べた。

#### 欧州
欧州評議会（46か国加盟）の「農業目的で保持される動物の保護に関する欧州条約」加盟国35カ国では、フォアグラの生産は「すでに定着している場合を除き」、1999年に禁止された。一方で、欧州議会（27か国加盟）はフォアグラの生産について「動物の生体パラメータを尊重した大規模な生産形態であるため、動物福祉基準を尊重した農業手順に基づいている」とする農業動物福祉の実施報告書を2022年2月15日に採択している。
イタリア、チェコ、デンマーク、ドイツ、ノルウェー、フィンランド、ポーランド、ルクセンブルクの各国とオーストリアの9州のうち6州では、「動物の強制給餌」自体が禁止されたことにより、フォアグラの生産は事実上、違法となった。2022年にはマルタ共和国がフォアグラを禁止した。同国ではすでに生産は行われておらず、今後事業を開始するのを防ぐための予防措置として施行。また、アイルランド、イギリス、スウェーデン、オランダ、スイスでも、動物保護法の解釈上、フォアグラの生産は違法とされた。ただし、いずれの国も、輸入したフォアグラの販売は禁止されていない。イギリスはフォアグラ輸入禁止について2025年時点で議論中である。
フランス、スペイン、ベルギー、（ギリシャ、ルーマニア、ブルガリアでは、フォアグラの生産が続いている。

##### ベルギー
ベルギー連邦三つの地域のうちの一つであるフランダース地域は、動物福祉大臣が強制給餌の廃止を約束したことから、フォアグラ生産が2023年に廃止された。また2022年の調査によると、同国のワロン地域でも、約70％がフォアグラにおける強制給餌に反対している。

##### フランス
2005年度の世界生産量23,500トンの内、18,450トンがフランスで生産され、フランスが依然として一大産地である。2005年10月、フランスの国民議会の下院が農業政策に関する包括法の一部として、フォアグラは仏文化の遺産であるとした法案を全会一致で可決した。
その際、フランスが世界でフォアグラの80%以上を生産していることを指摘し、保護すべき仏文化、料理の貴重な遺産であると宣言した。ガチョウやアヒルの強制肥育についても、他に方法はなく止むを得ないとして、擁護する姿勢を鮮明にした。フォアグラを文化遺産とするのは、欧州連合 (EU) の家畜保護規定が、宗教・文化的な習俗は規制対象外としていることによる、という。
いっぽうでフランス人の47％が、フォアグラのための強制給餌の禁止を支持すると回答しており、近年フランスでは、フォアグラの代替となるヴィ―ガン仕様などの代替品が出回り始めている。

##### ハンガリー
ハンガリー最大のフォアグラ生産会社フンゲリト（Hungerit Zrt.：センテシュ市（Szentes）に本社・工場）が、2008年8月末に強制給餌で飼育されたガチョウとアヒルの生産を中止し従業員200人を解雇するが、同社の労働組合は9月、解雇の原因となった動物愛護団体のフィアープフォーテンの建物前で抗議した。この動物愛護団体は2006年からフンゲリトを攻撃し、ハイパーマーケット向けのブラックリストに掲載させ、取引をしないよう呼びかけた。労働組合はブラックリストからの削除と、生産の再開を求めた。
動物愛護団体の攻勢が強まった2008年、ハンガリー議会が国内の特産物を保護する決議を採択した。これを受け、「食の伝統文化」としてフォアグラを保護し、財政支援を行う法案づくりの動きが進んだ。鶏肉生産者団体（Baromfi Termék Tanács）は、伝統的なフォアグラ生産を「ハンガリーの文化」の一部として認めるよう、動物愛護法を改正するよう求めた。
2011年7月、オロシャザ市で、新たにフォアグラ業界団体『ハンガリー・フォアグラ協会』を設立する計画が発表され、11月9日に正式に発足した。国内の養鶏や加工・貿易・レストランをはじめ、業界全体がスクラムを組み、動物愛護団体の圧力に対抗する。

##### アメリカ合衆国
2004年9月29日、アメリカ合衆国のカリフォルニア州では、州内で「肝臓肥大を目的とした鳥類の強制給餌」と「強制給餌によって作られた製品の販売」を2012年以降禁止する法律を成立させ、2012年7月1日から飲食店やスーパーでの提供が禁止となり、違反すれば1日当たり1000ドルの罰金が科されることとなった。このためか、禁止直前に消費が4倍に増加したり、禁止後に隣接するネバダ州でフォアグラの消費が増加した。カリフォルニアから遠出して買いにくるからだという。また、あるレストランは州政府へ抗議を込めて、フォアグラを使ったハンバーガーの早食い競争にフォアグラを販売せずに無償提供した。抗議の意味が込められたハンバーガーの名前は「Shut the Duck Up Burger」（「だまりやがれ！」という意味のフレーズの一部を“duck”に置き換えた名称）だった。また、フランスの政治家は、カリフォルニア州への報復措置として、カリフォルニアのワインを提供しないようフランスのレストランに呼びかけた。
2006年4月には、イリノイ州シカゴで、市議会の決議によってフォアグラの販売が全面的に禁止された。しかしこの条例制定後、すぐに地元レストランのシェフらから猛反発を受け、訴訟にまで発展した。市民の反発があるため、取り締まりもほとんど行われなかった。リチャード・M・デイリー市長も「シカゴ市を国中の物笑いの種にするようなもの」と批判し、撤廃を訴えた。当時48対1の圧倒的多数で可決した同条例は、2008年5月、市議会で37対6で廃止が決まり、制定後2年で失効した。フォアグラ禁止中は、市内にある一部のレストランがフォアグラを無料にすることで「法の抜け穴」を利用し、フォアグラを提供した。こうしたレストランは、1920年-1933年の禁酒法時代に「スピークイージー（speakeasy）」と呼ばれる場所で酒をこっそり売っていたのに因み、「ダッキージー（duckeasy）」と呼ばれた。
2019年10月30日、ニューヨーク市議会は、無理やり太らせたカモやガチョウからとるフォアグラの提供を禁じる条例を可決した。条例は2022年に施行された。
2023年12月18日、ペンシルベニア州のピッツバーグ市議会が、フォアグラの生産、および販売を禁止する議案を可決。同議案には「動物虐待を減らすことは公共の利益だ」と書かれている。

##### その他の国
- イスラエルでは、2003年8月に最高裁が農林水産省に対してガチョウの強制給餌を禁止するよう指示を出し[108]、2006年2月以降に禁止された。
- アルゼンチンでは、フォアグラの生産は禁止されている。

#### その他の動き

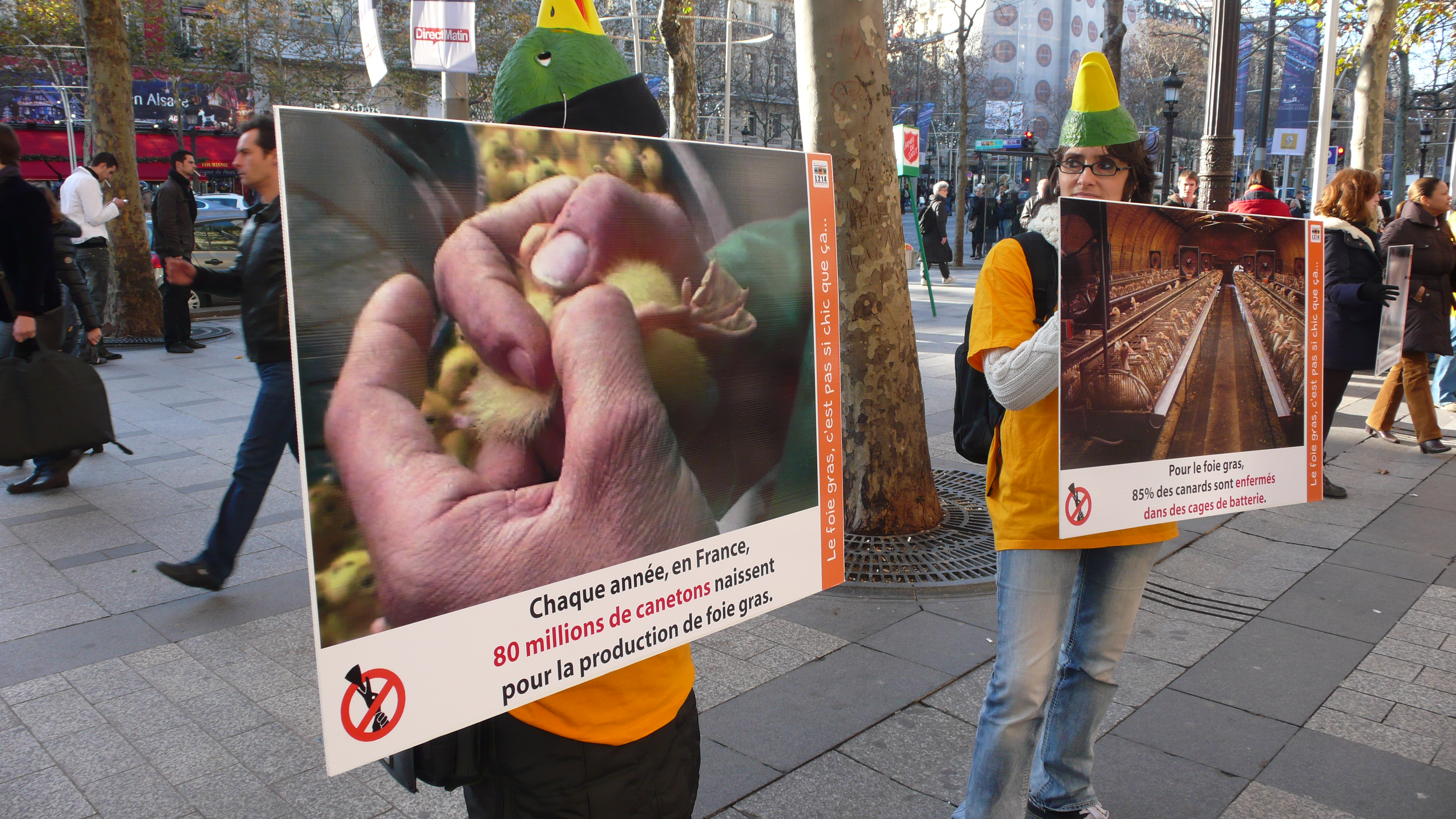
生産法に反対する人たち（動物愛護団体L214）

- 2007年3月、ウルフギャング・パックは、アメリカ動物愛護協会（HSUS）に協力し、自身の経営するレストランチェーンのメニューからフォアグラを除いた[109]。
- 2008年、英国王室は、動物愛護団体の指摘により、公邸でフォアグラを使用しないことに決めた[110]。2022年に動物保護団体PETAは、イギリスのチャールズ国王が王宮でのフォアグラの使用を禁止していることを再確認している[111]。
- 2008年、イングランド東部ケンブリッジの有名レストラン、ミッドサマーハウス（英語版）（Midsummer House）はメニューからフォアグラを外したが、強硬派の動物愛護団体である動物解放戦線（Animal Liberation Front）の脅しや暴力を受けていた[110]。
- 2009年、ベルギーの動物愛護団体が偽のフォアグラ・「ガイアのフォアグラ（Gaia de Faux Gras）」を作った。植物から製造され、ベジタリアン（菜食主義者）でも食せる[112]。
- 2012年12月、英国下院に続き、英国上院でも、動物愛護団体の抗議により、そのレストランでのフォアグラの使用が避けられた[113]。
- 2013年、オンラインショッピングサイト大手の Amazon は動物愛護団体が問題視するフォアグラを含む象牙や鯨肉、フカヒレをはじめとする計100品目の英国サイトでの販売禁止に踏み切った[114][115]。これにフランス政府や議会は、インターネット書店業者に対し、書籍を割引販売して、無料配達するというサービスを禁止する法を制定したり[116]、新しい課税制度で対抗した[114]。フランスのギョーム・ギャロ農務大臣は「アマゾンの決定は遺憾である」とし、「私は動物の幸福を尊重しながら、長年にわたり素晴らしい製品の品質維持に努めるわが国の（フォアグラ）生産者の努力を示したい」と述べた[114]。
- 2014年1月、デンマークでは議論を受けて、スーパーマーケット・チェーンの全てがフォアグラ販売から撤退し、小規模な小売店が販売するのみとなった[117]。
- 日本のコンビニエンスストアチェーンのファミリーマートは、2014年1月28日からフォアグラを使用した弁当「ファミマプレミアム黒毛和牛入り ハンバーグ弁当 - フォアグラパテ添え」の発売を予定していたが、販売への抗議意見が22通寄せられ、発売を見合わせた[118][119]（事実上の発売中止）。
- 機内食からフォアグラの提供を止めた主要航空会社があり、スカンジナビア航空、KLMオランダ航空、エア・カナダ、デルタ航空、ユナイテッド航空、アメリカン航空、ニュージーランド航空が挙げられる。
- 2019年、イギリスの労働党は、公約の一つにフォアグラの輸入禁止を掲げた[120]。
- 2023年、オランダ王室がフォアグラの提供を禁止[121]。
- 2023年、日本のセレモニー企業が２８施設の結婚式場のコースメニューに、動物性素材を使用しない植物性フォアグラを導入[122]。